# Microstylum difficile
Microstylum difficile är en tvåvingeart som först beskrevs av Christian Rudolph Wilhelm Wiedemann 1828.  Microstylum difficile ingår i släktet Microstylum och familjen rovflugor. Inga underarter finns listade i Catalogue of Life.